# Landesamt für Umwelt (Brandenburg)
Das Landesamt für Umwelt (LfU) ist eine Landesoberbehörde in Brandenburg, die Aufgaben im Bereich der Umwelt erfüllt. Bis zur Landtagswahl 2009 trug das Amt die Bezeichnung Landesumweltamt Brandenburg. Danach nannte es sich Landesamt für Umwelt, Gesundheit und Verbraucherschutz (LUGV). Seit 2016 trägt das Amt die Bezeichnung Landesamt für Umwelt (LfU).
Das LfU gehört zum Geschäftsbereich des Ministeriums für Landwirtschaft, Umwelt und Klimaschutz des Landes Brandenburg (MLUL). Präsident ist Dirk Ilgenstein.

## Aufgaben
Das LfU hat als Fachbehörde mit seinem Sitz in Potsdam sowie seinen Außenstellen in Frankfurt (Oder) und Cottbus Dienstleistungen für Landes- und Kommunalbehörden, für Verbände und Bürger sowie für Investoren zu erbringen.
Seine Aufgaben sind:
- fachtechnische Unterstützung der Ministerien, insbesondere des MLUL, der Kreisverwaltungen und anderer Behörden in allen Angelegenheiten des Gewässerschutzes und der Wasserwirtschaft, des Immissionsschutzes und der Emissionsminderung, des Naturschutzes und der Landschaftspflege, der Altlasten und des Bodenschutzes,
- Auswertung von Untersuchungen auf diesen Gebieten, Aufbau und Pflege von entsprechenden Informations- und Dokumentationssystemen, Aufklärung der Öffentlichkeit in Umweltfragen,
- Unterstützung bei der Durchführung von Umweltverträglichkeitsprüfungen,

Darüber hinaus zählen Arbeitsgebiete wie der Hochwasserschutz/Deichbau zu den festen Aufgaben als obere Wasserbehörde.
Das LfU nimmt auch hoheitliche Aufgaben wahr, die auf Grund ihrer Komplexität oder der erforderlichen Spezialisierung nicht durch untere Behörden wahrgenommen werden können. Das LfU ist darüber hinaus zuständig für die Durchführung des Bundes-Immissionsschutzgesetzes (BImSchG), des Landes-Immissionsschutzgesetzes (LImSchG) sowie chemikalienrechtlicher Regelungen mit Umweltbezug. Außerdem obliegen dem LfU Vollzugsaufgaben Naturschutz und die Verwaltung des Nationalparks, der Biosphärenreservate und der Naturparks des Landes Brandenburg.

## Struktur / Personal
Laut Haushaltsplan hat das LfU im Jahr 2021 805 Planstellen.

## Sonstiges
- Der 2008 als mesotroph eingestufte Klostersee  in dem brandenburgischen Ort Altfriedland im Landkreis Märkisch-Oderland wird vom Landesamt für Umwelt, Gesundheit und Verbraucherschutz (LUGV) im Rahmen eines Langzeitumweltprogramms überwacht.

- Das Lichtenower Mühlenfließ ist  Teil des Konzepts zur Sicherung von Gewässerrandflächen, einer 2011 vom Landesamt für Umwelt, Gesundheit und Verbraucherschutz Brandenburg (MUGV) gestarteten Initiative zur Einschätzung des räumlichen Entwicklungspotentials von Gewässern mit Bedeutung für die Wasserrahmenrichtlinie aufgrund der Raumverfügbarkeit.[5]